# 柱石

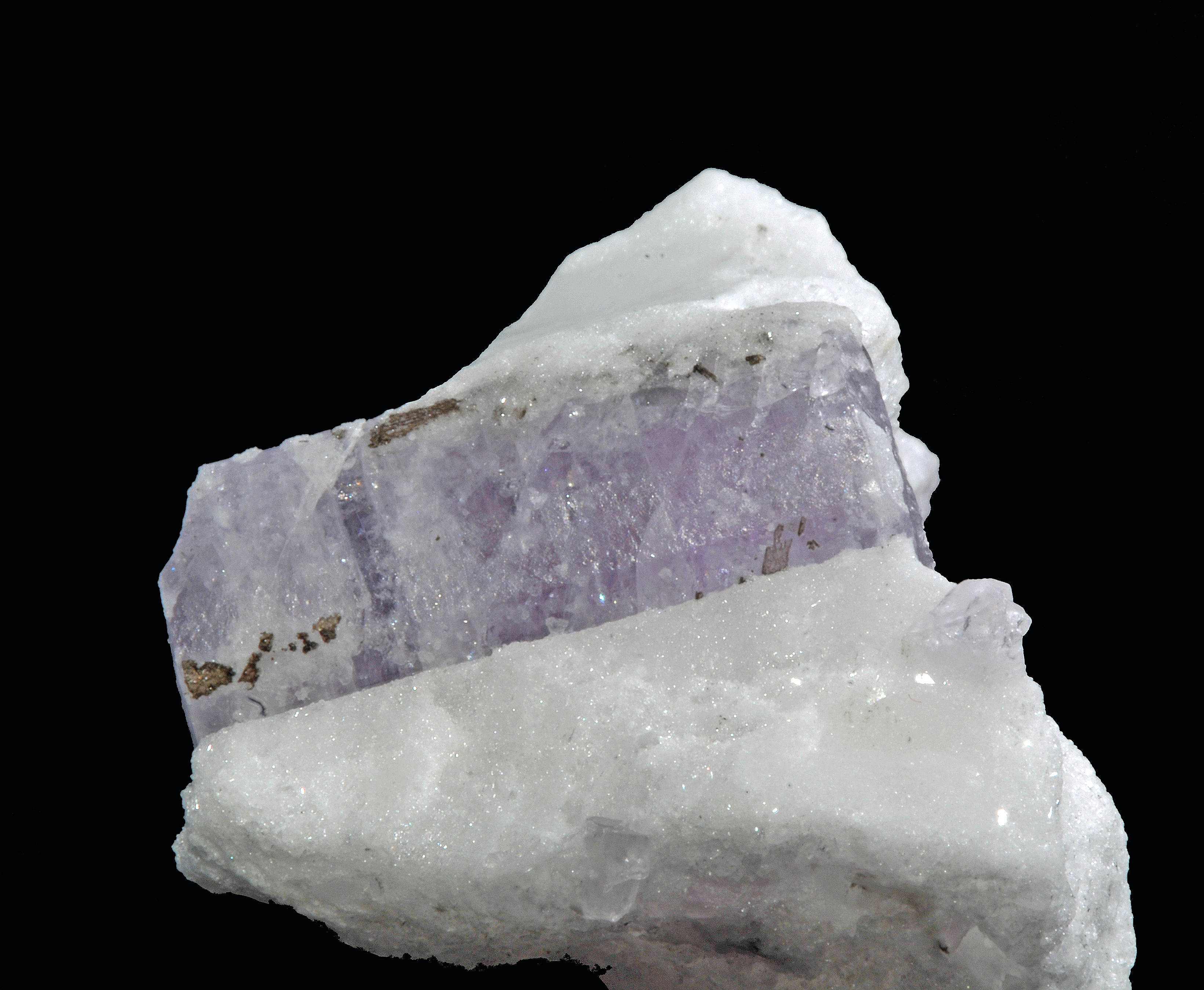
柱石

柱石（ちゅうせき、英語: scapolite、スキャポライトあるいはスカポライト）はナトリウム、カルシウム、アルミニウムなどの入るテクトケイ酸塩鉱物。宝石やパワーストーンとして利用している。カルシウムの主成分をもつ灰柱石と、ナトリウム主成分の曹柱石がある。